# Sursis
Sursis é uma suspensão condicional da pena, aplicada à execução da pena privativa de liberdade, não superior a dois anos, podendo ser suspensa, por dois a quatro anos, desde que:
- o condenado não seja reincidente em crime doloso;
- a culpabilidade, os antecedentes, a conduta social e personalidade do agente, bem como os motivos e as circunstâncias autorizem a concessão do benefício; e
- não seja indicada ou cabível a substituição por penas restritivas de direitos.

É medida de política criminal no Código Penal Brasileiro, que tem o fim de estimular o condenado a viver, doravante de acordo com os imperativos sociais cristalizados na lei penal, de onde logicamente para ser concedido é necessário haver convicção de que não haverá perigos à sociedade.

## Origem
A suspensão condicional da pena surgiu na França (com o nome de “surseoir”, que significa suspender) com o projeto Bèrander de 26 de maio de 1884 que foi origem do chamado sistema continental europeu, no qual o sistema brasileiro se baseou.
O artigo 77 do Código Penal Brasileiro especifica que a pena pode ser suspensa. Para o STJ (sexta turma - HC 158.842 - DJe 02/08/2010), caso o indivíduo se encaixe nos requisitos do sursis, o juiz deve aplicar a suspensão de pena, pois é um direito do condenado, e os benefícios previstos em lei deveriam ser aplicados. 
Quanto à natureza do instituto, ocorre ainda, que é a de condição pessoal, já que a execução da pena fica subordinada a acontecimento futuro, não cumprida a cláusula imposta a indulgência deixa de haver lugar executando-se a pena. Difere do indulto, que é perdão definitivo, e da prescrição, que consiste na perda do direito de agir pela negligência.
A lei manda que se atenda aos antecedentes do condenado, não apenas os judiciais, mas também a vida pregressa, como os antecedentes familiares e sociais, além da índole, as razões e as circunstâncias que rodeiam o delito, entre outros.

## Período de prova
No período de prova, no primeiro ano, o condenado deverá prestar serviços comunitários (art. 46 CP) e/ou submeter-se a limitação de fins de semana (art. 48 CP).
Portanto, no tocante as condições obrigatórias, o juiz deverá, ao conceder o sursis, fazer a escolha entre as hipóteses previstas nos § 1º e 2º do art.78, c, impondo uma das três para o primeiro ano.
A prorrogação desse lapso de prova é obrigatória, nos termos do § 2 do art. 81 do CP, sempre que durante esse período, o condenado estiver sendo processado.

## Benefício
O sursis se apresenta como direito público subjetivo do réu e tem caráter sancionatório. A fiscalização do cumprimento das condições impostas é atribuída ao serviço social penitenciário patronato, conselho da comunidade ou instituição beneficiada com a prestação de serviços, inspecionados pelo conselho penitenciário, pelo Ministério Público, ou ambos (art. 158 § 3º da Lei de Execuções Penais).

## Vantagens
Embora o temor de que o sursis parecesse com impunidade e estimulasse o condenado a praticar novos crimes, na prática, porém, demonstrou-se serem infundados tais temores, por evitar o contato de réus condenados por pequenos crimes com delinquentes de grande periculosidade. Favoreceu até a certeza da punição, impedindo que juízes, temerosos de promiscuidade dos delinquentes nas prisões, absolvessem acusados de crimes leves.
Os legisladores, ao adotarem a suspensão condicional da pena, aproximaram-se do sistema chamado belga-francês, que consiste em o juiz proferir a condenação, suspendendo ao mesmo tempo a execução penal por determinado prazo e mediante condições.

## Requisitos
Só pode obter a suspensão condicional da pena o condenado que preencha os requisitos objetivos e subjetivos previstos no art. 77 do CP. 

### Requisitos objetivos
Pressupostos objetivos são a natureza e a quantidade da pena (art. 77 caput do CP) e o não cabimento da substituição por pena restritiva de direitos (art. 77, III do CP).
Em primeiro lugar, concede-se o sursis somente ao condenado a pena privativa de liberdade, veda-se expressamente a suspensão da execução das penas de multa e restritiva de direitos (art. 80 CP). Beneficiam-se, portanto somente os condenados, as penas de reclusão, detenção e prisão simples (nas contravenções). Permite-se a concessão do beneficio, a pena privativa de liberdade que não seja superior a dois anos, incluída nesse limite a soma das penas aplicadas, em virtude de conexão ou continência.
Excedendo de dois anos, as penas cumulativamente aplicadas não pode o sentenciado ser beneficiado com o sursis, pouco importando, que qualquer delas, isoladamente consideradas não exceda o limite a que se refere o art. 77 do CP.
Para a concessão do sursis especial, menos oneroso que o comum, exige-se mais um requisito objetivo, ter o condenado reparado o dano, causado pelo crime, salvo se estiver impossibilidade de fazê-lo (art. 78 § 2º do CP).
Exigindo-se, por fim, que sejam inteiramente favoráveis ao condenado as circunstâncias do art. 59 do CP, entre os quais estão alguns de caráter objetivo, como as consequências do crime, o comportamento da vítima ou outras que o juiz entender pertinentes.

### Requisitos subjetivos
Os requisitos subjetivos (i.e., àqueles que dizem respeito ao agente) da suspensão condicional da pena estão previstos no art. 77, I e II do CP.
Em primeiro lugar, é necessário que o condenado não seja reincidente em crime doloso.
De acordo com o art. 63 do CP, só há reincidência nos casos em que o agente comete novo crime, depois de transitar em julgado a sentença que condenar o agente. Assim, é possível que a suspensão condicional da pena seja aplicada ao réu que já foi anteriormente condenado, desde que a sentença condenatória (do crime antecedente) transite em julgado após o cometimento do crime pelo qual está sendo julgado e com base no qual se está concedendo o sursis. Nesses casos, é bom que se antecipe, tratando-se de condenação por crime doloso, o sursis deverá ser obrigatoriamente revogada (art. 81, I do CP); e, tratando-se de condenação por crime culposo, por contravenção, a revogação do sursis será facultativa (art. 81, §1º do CP). Vale lembrar que é possível a concessão àquele que, condenado anteriormente, só cometeu o ilícito (com base no qual o sursis poderá ser concedida) após o decurso do prazo de cinco anos, contados a partir da data do cumprimento ou extinção da pena do delito antecedente, computado o tempo do sursis ou do livramento condicional anteriores (art. 63 do CP).
O sursis também poderá ser concedida ao condenado reincidente em crime culposo, independentemente de ambos os crimes (antecedente e posterior) ou só um deles configurar crime de tipo culposo.
O segundo pressuposto subjetivo reporta-se à culpabilidade, aos antecedentes, à conduta social e personalidade do agente, bem como, aos motivos e às circunstâncias (art. 77, II do CP). Dessa forma, mesmo que o agente não seja reincidente, condenações anteriores ou envolvimento em inúmeros processo-crimes podem, se assim o entender o juiz, impossibilitar a concessão da suspensão condicional da pena.

## Sursis especial
Nos termos legais, a suspensão condicional da pena é benefício que permite não executar a pena privativa de liberdade, aplicada quando o condenado preenche determinados requisitos e se submete às condições estabelecidas na lei e pelo juiz.
Nos termos do art. 77 do CP, a execução da pena privativa de liberdade, não superior a dois anos, poderá ser suspensa por 2 a 4 anos, desde que o condenado preencha determinados requisitos.
Nos termos da lei vigente, existem agora duas espécies de suspensão condicional da pena.
- I. O sursis simples; que tem como condição obrigatória a prestação de serviços à comunidade ou limitação de fim de semana.

- II. O sursis especial; em que tem como condição e substituição por uma ou mais de outras estabelecidas na lei prevê a lei, o chamado sursis etário, simples ou especial, que permite a concessão do beneficio aos condenados maiores de 70 anos, com um prazo de prova de 4 a 6 anos.

Não se confunde a suspensão condicional da pena (sursis), com a suspensão condicional do processo instituto criado pelo art. 89 da lei n.º 9099 de 26 de junho de 1995, que dispõe sobre os juizados especiais civis e criminais.
Este se aplica, aos crimes em que a pena mínima cominada for igual ou inferior a um ano, por proposta do Ministério Público, antes do oferecimento da denúncia e com prazo de 2 a 4 ano, desde que o condenado, não esteja sendo processado, ou não tenha sido condenado por outro crime, presente os demais requisitos que autorizam a suspensão condicional da pena previstos no art. 77 do CP.
Para a concessão do sursis especial, além de tudo, exige-se que as circunstâncias do art. 59 do código penal sejam inteiramente favoráveis, ao condenado (art. 78 §2º do CP).
A segunda espécie de suspensão condicional da pena prevista pelo artigo e o chamado sursis especial, quando as circunstâncias do crime forem totalmente favoráveis ao condenado e tiver ele reparado o dano causado pelo crime, quando possível faze-lo, sem tal reparação e inadmissível a concessão do benefício especial. Concedido tal benefício fica o condenado sujeito obrigatoriamente, as condições do art. 78 § 2º alíneas a, b, c.
Isso significa dizer que, e vedada a, aplicação de condições que importem em violação aos direitos fundamentais da pessoa humana ou se encontre subordinadas a fatores alheios ao condenado.

## Sursis simultâneo
Nada impede que uma pessoa possa obter duas ou mais vezes, sucessivamente, a suspensão condicional das penas a ela impostas, diante da adoção do critério da pluralidade para o efeito da reincidência, decorridos mais de cinco anos entre o cumprimento ou a extinção da pena (art. 64, I do CP).
Também é possível a concessão sucessiva ainda que não decorridos os cinco anos, ou seja, mesmo que o condenado seja reincidente, quando um ou ambos os crimes forem culposos.

## Condições legais
Algumas leis especificam, minuciosamente, as condições a que fica subordinado o beneficio do sursis, e que não obedecidas podem causar a revogação do beneficio. A lei penal brasileira estabelece um sistema em que, além das condições legais expressamente mencionadas ou decorrentes implicitamente do texto, podem ser impostas outras a critério do juiz e que, por isso são chamadas condições judiciais.

### Modificações das condições
Pode o juiz, a qualquer tempo, modificar as condições e regras estabelecidas na sentença, em que se concede a suspensão condicional da pena. 
Pode ocorrer que o sentenciado, perante a entidade fiscalizadora ou se dirigindo diretamente ao juiz, faça sentir a necessidade, de alteração de qualquer das condições especificas originariamente.
Em qualquer das hipóteses de alteração, é obrigatório que seja ouvido previamente o condenado, que poderá apresentar sua versão dos fatos, justificar suas atitudes, apontar as razões para a modificação pretendida ou cancelamento de uma condição judicial. 
As alterações devem ser comunicadas ao condenado em audiência especialmente designada, procedendo-se a nova advertência.Tendo em vista, o princípio da proibição reformatio in pejus, não pode o juiz alterar as condições do sursis para efeitos de impor situação mais gravosa ao condenado.
No sursis especial, pode-se impor entre outras condições a proibição ao condenado de ausentar-se da comarca onde reside sem prévia autorização do juiz, o condenado que esteja submetido a suspensão condicional da pena não pode mudar de residência sem a devida comunicação, essa restrição decorre da própria natureza do benefício, já que o condenado está submetido, a fiscalização do cumprimento das condições impostas.
O prazo do sursis começa a correr da audiência admonitória, conta-se o dia do início, já que se trata de matéria de direito penal (art.10 do CP). O prazo é fatal e improrrogável, salvo nas hipóteses previstas expressamente no art. 81 § 2º e 3º do CP.

## Revogação
A suspensão da pena é condicional e, assim, pode ser revogada se não forem obedecidas as condições, nos termos em que a lei estabelecer devendo o sentenciado nessa hipótese, cumprir integralmente a pena que lhe foi imposta. 
Existem causas de revogação obrigatória e de revogação facultativa do sursis.

### Revogação obrigatória
A primeira causa de revogação obrigatória ocorre quando o beneficiário, no curso do prazo, “é condenado, em sentença irrecorrível, por crime doloso” (art. 81, I do CP).
A segunda causa de revogação obrigatória do sursis ocorre quando o beneficiário frustrar, embora solvente a execução da pena de multa (art.81, II – segunda, hipótese do CP). Comprovada a impossibilidade de revogação, por dificuldades econômicas ou outra causa não se pode revogar o benefício.
Por fim, revoga-se obrigatoriamente o sursis, quando o condenado descumpre a condição do art. 78 §1º do CP: "No primeiro ano do prazo, deverá o condenado prestar serviços à comunidade (Art. 46) ou submeter-se à limitação de fim de semana (Art. 48)".
Diante da nova redação do art.51 do CP, não há como substituir a frustração da execução da pena de multa como causa obrigatória de revogação da suspensão condicional da pena.

### Revogação facultativa
As causas de revogação facultativa do sursis estão previstas no art. 81 §1º do CP. Pode a suspensão ser revogada, em primeiro lugar se o condenado deixar de cumprir qualquer das condições impostas.
Refere-se a lei às condições jurídicas previstas no art. 79 do CP, bem como aquelas escolhidas pelo magistrado entre as do art.78 § 2º do CP quando, de concessão do sursis especial.
A condenação irrecorrível por crime culposo ou contravenção penal e do descumprimento da prestação de serviços, a comunidade ou limitação de fim de semana, acarretam a revogação facultativa do beneficio.

### Efeitos da revogação
O condenado deve cumprir as condições durante o período de prova. Se não as cumpre, revoga-se o sursis, devendo cumprir por inteiro a pena privativa de liberdade que se encontrava com a sua execução suspensa.
O sursis é uma forma de execução da pena de modo que durante a sua vigência a sentença penal produz efeitos que perduram até a reabilitação. O período de prova consiste no lapso temporal durante o qual o condenado ficará obrigado ao cumprimento das condições impostas, como garantia de sua liberdade.